# The Moffatts
Die Moffatts waren eine kanadische Pop-Rock-Country-Band, die sich aus den Brüdern Scott, Clint, Bob & Dave Moffatt zusammensetzte. Scott wurde am 30. März 1983 in Whitehorse (Yukon) geboren & die Drillinge Clint, Bob & Dave wurden 11 Monate später in Vancouver (British Columbia) am 8. März 1984 geboren. Clint & Bob sind eineiige Zwillinge, während Dave ein brüderliches Drilling ist.

## Mitglieder
- Scott Moffatt (eig. Scott Andrew Moffatt, * 30. März 1983 in Whitehorse, Yukon, Kanada)
- Clint Moffatt (eig. Clinton Thomas John Moffatt,* 8. März 1984 in Vancouver, British Columbia, Kanada)
- Bob Moffatt (eig. Robert Franklin Peter Moffatt,* 8. März 1984 in Vancouver, British Columbia, Kanada)
- Dave Moffatt (eig. David Michael William Moffatt,* 8. März 1984 in Vancouver, British Columbia, Kanada)

## Geschichte
Mitte der 1980er Jahre, kurz nach der Geburt der jüngsten Brüder, zog die Familie von Kanada in die Vereinigten Staaten. Die ersten Aktivitäten als Gruppe gab es schon 1992, bedingt durch den Einfluss ihrer Mutter Darlana Moffatt, die ebenfalls Country-Musikerin ist. Nach einigen Auftritten in Las Vegas bekommen die Brüder ihren ersten Plattenvertrag, das erste Country-Album It’s a Wonderful World wurde 1993 veröffentlicht. Die ersten Ausgaben erschienen unter dem Namen The Moffatt Brothers, spätere Re-Releases trugen jedoch The Moffatts als Bandnamen. 1995 folgte das zweite Album, The Moffatts – in beiden Fällen steuerten die Jungs lediglich den Gesang bei. Zu den Titeln Guns of Love und I Think She Likes Me (beide 1995) gab es bereits Videoclips. Vater Frank Moffatt war von Anfang an der Manager seiner Söhne.
Vermutlich auf Initiative der Plattenfirma EMI erfolgte Mitte 1997 ein Image-Wechsel: vom Country ging es mehr in Richtung Pop, und so wurde am 10. Dezember 1997 in Deutschland die erste Single I’ll Be There for You veröffentlicht. Im Februar 1998 folgte die Ballade Miss You Like Crazy, und im Mai erschien schließlich das zugehörige Album Chapter One: A New Beginning. In Deutschland war die Band zunächst mäßig erfolgreich, auch begünstigt durch die zu der Zeit ausgelöste Flut an jungen Musikern wie dem offensichtlichen Stilvorbild Hanson, Gil Ofarim, Aaron Carter, Take 5 sowie die schon länger erfolgreichen Boygroups Backstreet Boys und *NSYNC.

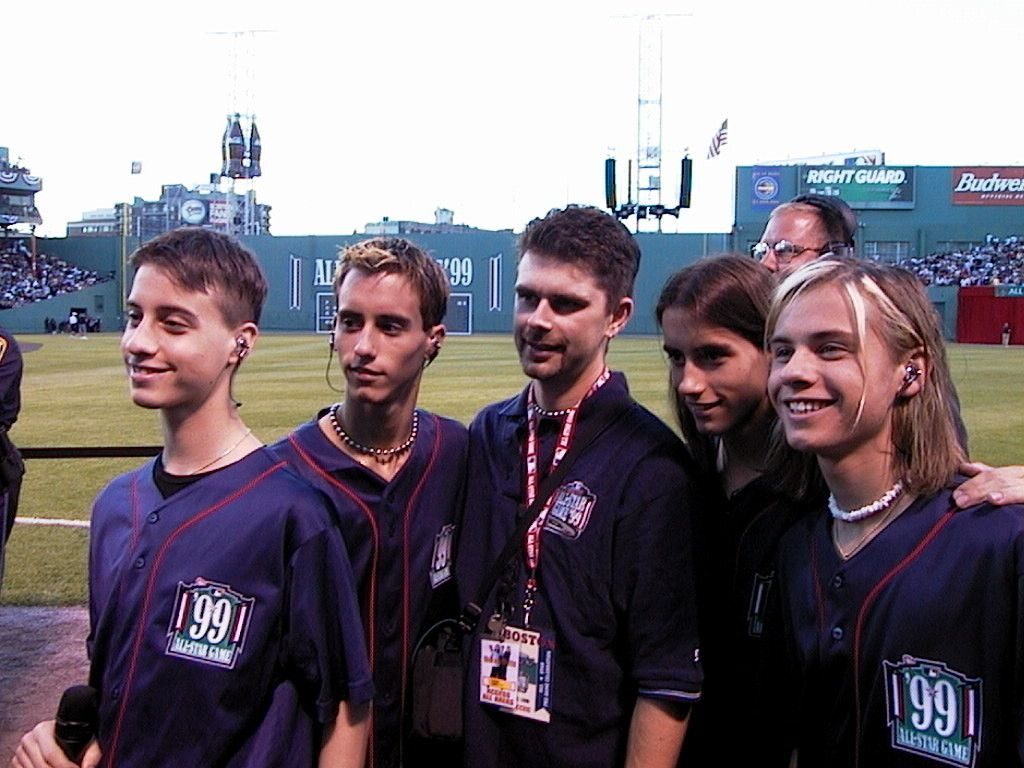
1999 beim All Star Game in Boston

Es folgten drei weitere Single-Auskopplungen, Crazy, If Life Is so Short und Girl of My Dreams, sowie gemeinsam mit Gil Ofarim die Single If you only knew. Für den US-Markt wurde Ende 1998 eine überarbeitete Version des Albums Chapter One produziert, die einige neue Songs enthielt; unter anderem die Single Misery, die von Klaus Heuser von der deutschen Band BAP mitgeschrieben wurde. Die neuen Songs gingen von den bis dahin eher ruhigen Stücken deutlich mehr in Richtung Rock.
Im August 2000 erschien in Deutschland das bisher letzte Album Submodalities, welches in Deutschland allerdings keinen Erfolg für sich verbuchen konnte. Produziert wurde das Album von Metallica-Produzent Bob Rock, was sich noch einmal deutlich auf den Stil der Band auswirkte: man passte sich mehr an die Vorbilder Metallica und Nirvana an. Nach dem Album gab es noch eine Tour durch Deutschland, danach beschränkten sich die Moffatts auf den amerikanischen und asiatischen Markt. Vor allem in Asien hatte Submodalities noch einigen Erfolg.
Ende 2001 wurde die musikalische Zusammenarbeit der Brüder zunächst weitestgehend auf Eis gelegt. Offizielle Angaben gab es hierzu nicht, vermutet wird jedoch ein Zusammenhang mit dem Coming Out von Dave. Seitdem hat Scott zusammen mit einigen Freunden die Band The Boston Post, Clint und Bob sind bei Hidell aktiv. Viele der Lieder auf dem ersten Album von Hidell wurden allerdings von Scott mitgeschrieben.
In einem Interview vom 4. Oktober 2004 gab Clint Moffatt an, dass Bob und Scott Moffatt sowie er selbst gemeinsam mit Boston Post-Schlagzeuger Steve Hotchkiss musikalisch aktiv werden wollen, jedoch ohne Dave Moffatt und keinesfalls mehr unter dem Namen The Moffatts. Vom Oktober bis Dezember 2004 waren die Brüder mit Hotchkiss auf einer Tournee in Kanada unterwegs und spielten auf den Konzerten auch einige neue Stücke.

## Nachfolgebands

### Hidell
Hidell war von 2003 bis 2004 die Band von Clint und Bob. Weitere Mitglieder der Band waren Paul Cimolini (E-Gitarre) und Christopher Ainsley (Gesang). Das erste Album der Band erschien, nach einigen Verzögerungen, im Jahr 2004 bei EMI Music. In der Anfangsphase der Band war Shaun MacPherson (statt Ainsley) dabei, der einige der auf dem Album veröffentlichten Songs mitgeschrieben hat; ein weiterer Co-Autor war Scott Moffatt. Musikalisch bot die Band verschiedene Stilrichtungen zwischen Mid-Tempo und Rock. 2003 erschien das erste Album unter dem Titel Up & Coming. Aufgrund mangelnden Marketings und „kreativer Differenzen“ trennte sich die Band einige Zeit später wieder.

### Same Same
Seit 2005 leben Bob und Clint Moffatt in Thailand und engagieren sich unter anderem in einem Programm, welches englische Sprachkenntnisse vermitteln soll. Ebenfalls in Thailand erschien 2006 ihr erstes gemeinsames Album, The Meaning of Happy. Der aktuelle Bandname lautet Same Same. Auf dem Album gab es eine Reihe von thailändischen Gastmusikern. Die zweite Single, Love Isn’t, schaffte es auf Platz 1 der thailändischen Airplay-Charts.

### The Boston Post
Gemeinsam mit Shawn Everett, Jon Gant, Steve Hotchkiss und Ryan Lynch war Scott Moffatt seit 2002 in der Band The Boston Post aktiv. Bisher gab es nur eine EP dieser Band, und es mehren sich die Gerüchte, dass es bei dieser Veröffentlichung bleiben wird. Die zwischenzeitlich bestehende Website der Band wurde wieder aufgegeben.
- 2004: It’s 99 PM (EP)

### Scott Moffatt
Im Laufe des letzten Jahres brachte Scott Moffatt mit seinem Soloprojekt das Album The Allegory of the City auf den Markt. Das Album wurde nicht nur von Scott geschrieben, sondern auch selbst produziert. Mangels Plattenvertrag vertreibt Scott das Album gemeinsam mit seinem Streetteam über seine eigene Website (siehe unten).

## Diskografie

### Studioalben
| Jahr | Titel                      | Höchstplatzierung, Gesamtwochen, AuszeichnungChartplatzierungen (Jahr, Titel, Platzierungen, Wochen, Auszeichnungen, Anmerkungen) | Höchstplatzierung, Gesamtwochen, AuszeichnungChartplatzierungen (Jahr, Titel, Platzierungen, Wochen, Auszeichnungen, Anmerkungen) | Höchstplatzierung, Gesamtwochen, AuszeichnungChartplatzierungen (Jahr, Titel, Platzierungen, Wochen, Auszeichnungen, Anmerkungen) | Höchstplatzierung, Gesamtwochen, AuszeichnungChartplatzierungen (Jahr, Titel, Platzierungen, Wochen, Auszeichnungen, Anmerkungen) | Höchstplatzierung, Gesamtwochen, AuszeichnungChartplatzierungen (Jahr, Titel, Platzierungen, Wochen, Auszeichnungen, Anmerkungen) | Höchstplatzierung, Gesamtwochen, AuszeichnungChartplatzierungen (Jahr, Titel, Platzierungen, Wochen, Auszeichnungen, Anmerkungen) | Anmerkungen                           |
| Jahr | Titel                      | DE | AT | CH | UK | US | CA | Anmerkungen                           |
| ---- | -------------------------- | --- | --- | --- | --- | --- | --- | ------------------------------------- |
| 1995 | It’s a Wonderful World     | — | — | — | — | — | — | Erstveröffentlichung: 20. Juni 1995   |
| 1995 | The Moffatts               | — | — | — | — | — | — | Erstveröffentlichung: Oktober 1995    |
| 1996 | A Moffatts’ Christmas      | — | — | — | — | — | — | Erstveröffentlichung: 1996            |
| 1998 | Chapter I: A New Beginning | DE18 (9 Wo.)DE | AT29 (7 Wo.)AT | CH28 (5 Wo.)CH | UK62 (1 Wo.)UK | US124 (2 Wo.)US | CA49 Platin · (… Wo.)CA | Erstveröffentlichung: 18. Mai 1998    |
| 2000 | Submodalities              | DE93 (1 Wo.)DE | — | — | — | — | CA8 Platin · (… Wo.)CA | Erstveröffentlichung: 2. Oktober 2000 |

### Kompilationen
- 2006: Best of The Moffatts

### EPs
- 2018: Chapter II

### Singles
| Jahr | Titel Album                                       | Höchstplatzierung, Gesamtwochen, AuszeichnungChartplatzierungen (Jahr, Titel, Album, Platzierungen, Wochen, Auszeichnungen, Anmerkungen) | Höchstplatzierung, Gesamtwochen, AuszeichnungChartplatzierungen (Jahr, Titel, Album, Platzierungen, Wochen, Auszeichnungen, Anmerkungen) | Höchstplatzierung, Gesamtwochen, AuszeichnungChartplatzierungen (Jahr, Titel, Album, Platzierungen, Wochen, Auszeichnungen, Anmerkungen) | Höchstplatzierung, Gesamtwochen, AuszeichnungChartplatzierungen (Jahr, Titel, Album, Platzierungen, Wochen, Auszeichnungen, Anmerkungen) | Höchstplatzierung, Gesamtwochen, AuszeichnungChartplatzierungen (Jahr, Titel, Album, Platzierungen, Wochen, Auszeichnungen, Anmerkungen) | Anmerkungen                                              |
| Jahr | Titel Album                                       | DE | AT | CH | UK | CA | Anmerkungen                                              |
| ---- | ------------------------------------------------- | --- | --- | --- | --- | --- | -------------------------------------------------------- |
| 1998 | I’ll Be There For You Chapter 1 – A New Beginning | DE41 (9 Wo.)DE | AT24 (12 Wo.)AT | CH21 (13 Wo.)CH | — | CA5 (… Wo.)CA | Erstveröffentlichung: 8. April 1998                      |
| 1998 | Miss You Like Crazy Chapter 1 – A New Beginning   | DE25 (9 Wo.)DE | AT19 (13 Wo.)AT | CH13 (6 Wo.)CH | — | CA23 (… Wo.)CA | Erstveröffentlichung: 23. März 1998                      |
| 1998 | If You Only Knew –                                | DE98 (1 Wo.)DE | — | — | — | — | Erstveröffentlichung: 2. Juni 1998 Gil feat. The Moffats |
| 1999 | Girl of My Dreams Chapter 1 – A New Beginning     | — | — | — | — | CA19 (… Wo.)CA | Erstveröffentlichung: 18. Januar 1999                    |
| 1999 | Crazy Chapter 1 – A New Beginning                 | DE65 (7 Wo.)DE | — | — | UK16 (6 Wo.)UK | — | Erstveröffentlichung: 1999                               |
| 1999 | Until You Loved Me Chapter 1 – A New Beginning    | — | — | — | UK36 (2 Wo.)UK | CA23 (… Wo.)CA | Erstveröffentlichung: 26. April 1999                     |
| 1999 | Misery Chapter 1 – A New Beginning                | — | — | — | UK47 (2 Wo.)UK | CA18 (… Wo.)CA | Erstveröffentlichung: 1999                               |
| 2000 | Bang Bang Boom Submodalities                      | DE71 (7 Wo.)DE | — | — | — | CA1 (… Wo.)CA | Erstveröffentlichung: 28. August 2000                    |

Weitere Singles
- 1995: I Think She Likes Me
- 1995: Caterpillar Crawl
- 1995: Guns of Love
- 1998: If Life Is So Short
- 2000: Just Another Phase
- 2001: Walking Behind
- 2018: Secrets
- 2018: Like I Love U
- 2018: So in Love